# Olympische Winterspiele 1984/Teilnehmer (Chile)
| Gelbes Symbol für Goldmedaillen mit stilisierten Olympischen Ringen | Graues Symbol für Silbermedaillen mit stilisierten Olympischen Ringen | Braundes Symbol für Bronzemedaillen mit stilisierten Olympischen Ringen |
| ------------------------------------------------------------------- | --------------------------------------------------------------------- | ----------------------------------------------------------------------- |
| —                                                                   | —                                                                     | —                                                                       |

Chile nahm an den Olympischen Winterspielen 1984 in Sarajevo mit einer Delegation von 4 männlichen Athleten teil.

## Teilnehmer nach Sportarten

### Ski Alpin
Herren:
- Andrés Figueroa
Abfahrt: 41. Platz
Riesenslalom: 37. Platz
Slalom: 19. Platz
- Hans Kossmann
Abfahrt: 42. Platz
Riesenslalom: DNF
Slalom: 21. Platz
- Dieter Linneberg
Abfahrt: 39. Platz
Riesenslalom: 42. Platz
Slalom. 20. Platz
- Miguel Purcell
Abfahrt: 44. Platz
Riesenslalom: 44. Platz
Slalom: 23. Platz